# Paul Brockhaus

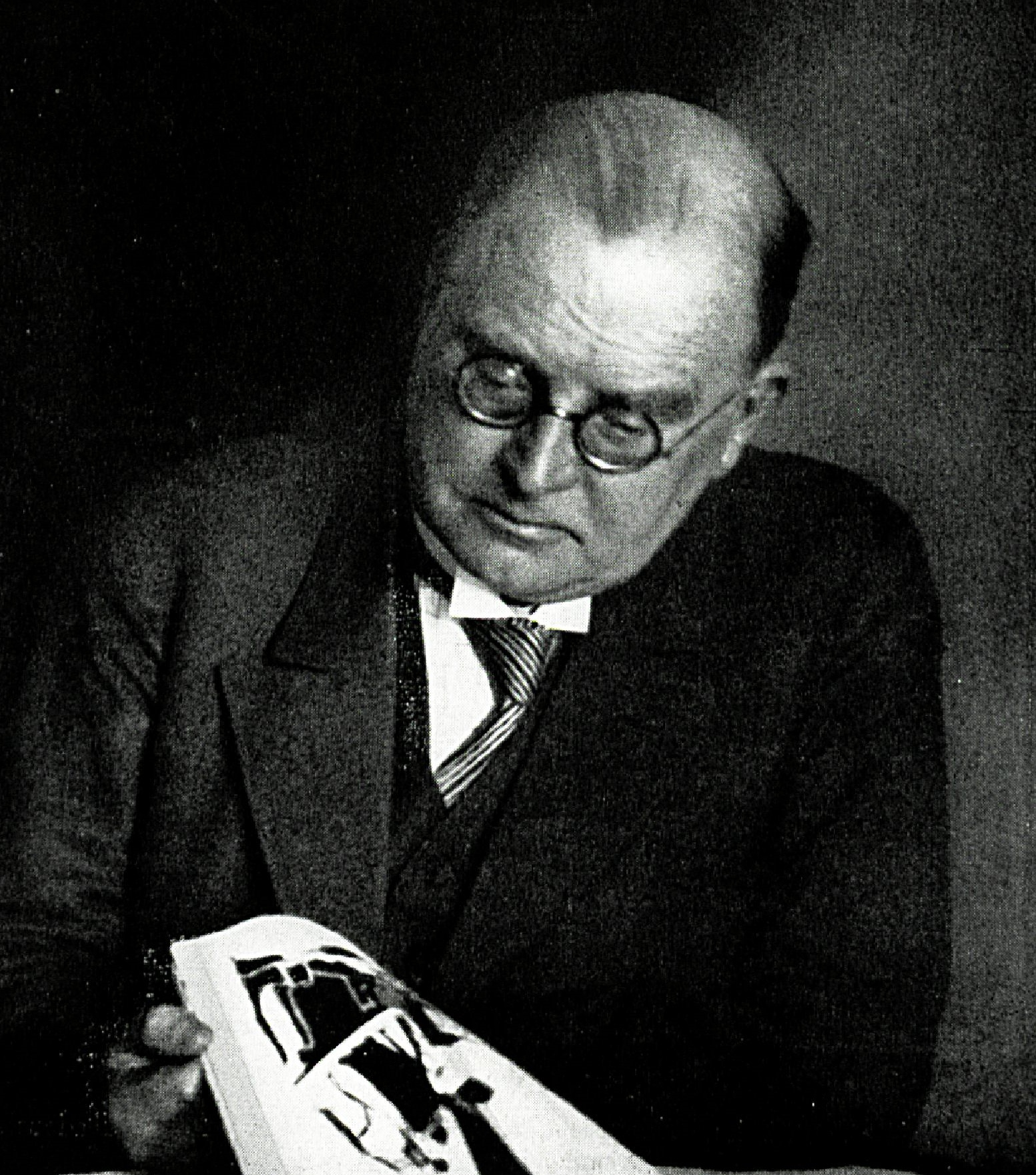
Paul Brockhaus in den 1930er Jahren

Paul Wilhelm Gerhard Brockhaus (* 3. Februar 1879 in Bad Godesberg; † 2. Juni 1965 in Lübeck) war ein deutscher Publizist und Pädagoge.

## Leben und Wirken

### Werdegang bis 1933
Brockhaus war Sohn des späteren Geheimen Sanitätsrats Karl Brockhaus und dessen Frau Maria, geb. Keller. Sein Großvater Carl Brockhaus war ein führender Vertreter der evangelischen Brüderbewegung. Nach dem Schulbesuch am Evangelischen Pädagogium Bad Godesberg und dem Abitur am Königlichen Gymnasium Bonn Ostern 1898 studierte Brockhaus von 1898 bis 1902 evangelische Theologie an den Universitäten Tübingen, wo er Mitglied der Burschenschaft Derendingia wurde, und Bonn. 1902 bestand er das erste theologische Examen in Bonn, besuchte dann 1902–1903 das Predigerseminar in Soest und legte 1904 in Koblenz die zweite theologische Staatsprüfung ab. Anschließend trat er jedoch nicht in den kirchlichen Dienst ein, sondern nahm Ostern 1904 eine Anstellung als Lehrer an der Deutschen Schule in Brüssel (Realgymnasium und Höhere Mädchenschule) an. Dort wurde er 1906 zum Oberlehrer ernannt, nachdem er in Bonn das Staatsexamen für den Höheren Schuldienst in den Fächern Evangelische Religion, Hebräisch und Geschichte bestanden hatte; 1911 legte er eine Erweiterungsprüfung für das Fach Französisch ab.
Zu Ostern 1911 kam Brockhaus durch Vermittlung des Lübecker Reformpädagogen Sebald Schwarz als Oberlehrer nach Lübeck, wo Schwarz die Oberrealschule zum Dom aufbaute. Wegen eines Augenleidens musste Brockhaus im Ersten Weltkrieg keinen Kriegsdienst leisten und blieb daher im Lübecker Schuldienst. 1918 wurde er zum Professor ernannt.
Neben seiner Arbeit als Lehrer entfaltete Brockhaus in Lübeck eine weitgespannte volkserzieherische und kulturpolitische Tätigkeit. Er wurde aktives Mitglied der Gesellschaft zur Beförderung gemeinnütziger Tätigkeit und spielte dort bald eine tragende Rolle.
Er war Mitglied eines 1908 begründeten „Ausschusses gegen Schmutz und Schund“, der sich 1918 zunächst in „Ausschuss zur Förderung von Volkskunst“ und nach Kriegsende in „Vereinigung für volkstümliche Kunst“ umbenannte. Als eine von dessen Maßnahmen zur „Volkserziehung“ initiierte Brockhaus 1919 zusammen mit Asmus Jessen ein Jahrbuch, das zunächst bis 1923 unter dem Titel Lübecker Heimatkalender erschien, 1924/1925 dann als Ein Lübeckisches Jahrbuch und schließlich als Der Wagen. Bis zu seinem Todesjahr verantwortete Brockhaus als Herausgeber dessen Inhalt und verfasste selbst zahlreiche Beiträge.
Seit 1923 war er Schriftleiter der von der „Gemeinnützigen“ herausgegebenen Lübeckischen Blätter, die nicht nur Mitteilungsorgan der Gesellschaft waren, sondern für das bürgerliche Milieu der Stadt ein zentrales und einflussreiches Forum der kulturellen und politischen Diskussion bildeten. Brockhaus gab dabei als Schriftleiter kontroversen Ansichten Raum.
Für die von Brockhaus angestrebte „volkstümliche“ und „gemeinschaftsbildende“ Kunstrichtung spielten Musikausübung, besonders der Chorgesang, Theater, besonders das Laienspiel, und Volkstanz eine wichtige Rolle. 1920 erhielt er über seinen Schulleiter Schwarz von Pastor Wilhelm Mildenstein an der Lutherkirche den niederdeutschen Text eines Krippenspiels, das dieser von Edgar Schacht aus Hamburg erhalten hatte. Erst später stellte sich heraus, dass es sich nicht um ein originär niederdeutsches Stück handelte, sondern um eine Übertragung aus dem Oberdeutschen ins Niederdeutsche. Brockhaus führte Heliand. Een nedderdütsch Krippenspeel erstmals zu Weihnachten 1920 mit der Volksgill auf und initiierte nach Überarbeitung des Stücks das Lübecker Krippenspiel mit Schülern der Oberschule zum Dom. Damit begründete er eine bis heute andauernde weihnachtliche Tradition in Lübeck. Seit seinem Wechsel an das Katharineum 1934 wird das Krippenspiel von Schülern dieser Schule jedes Jahr vor Weihnachten bis heute unter dem Lettner der Aegidienkirche aufgeführt.
Mitte der 1920er Jahre hatte Brockhaus sich im Lübecker Kulturleben eine „singuläre“ Stellung erarbeitet und „verkörperte [...] wie kein zweiter Kulturschaffender Lübecks den Typus des deutsch-nationalen Bildungsbürgers, Antidemokrat von Herzen, Wegbereiter [...] einer nationalsozialistischen ‚Erneuerung‛ schon vor 1933“. Er war in der Nordischen Gesellschaft aktiv und einer der wichtigsten Organisatoren der 700-Jahr-Feier der Reichsfreiheit Lübecks 1926. Überregional engagierte er sich in der Deutschen Bühnengemeinde, deren Vorsitzender er bis 1933 war, im Bundesvorstand des Bühnenvolksbundes und der Deutschen Jugendbühne.
Brockhaus, der bereits von seiner Tätigkeit in Brüssel die Idee eines „niederdeutschen Kulturraumes von Flandern bis ins Baltikum“ mitgebracht hatte, war ein Aktivist der Niederdeutschen Bewegung und gehörte der Fehrs-Gilde an, die dort tragende Bedeutung hatte. Die „sozialdarwinistisch und rassisch-arisch“ konzeptualisierte Niederdeutsche Bewegung bildete ein Segment der Völkischen Bewegung. Zum „eisernen Bestand“ der Niederdeutschen Bewegung an „niederdeutscher Ideologie“ gehörte bis mindestens zum Ende des Nationalsozialismus ihr „Rassismus“. Spätestens in den 1920er Jahren vertrat die Fehrs-Gilde rassistische Positionen bis hin zum „offenen Antisemitismus [...], so dass zuletzt auch die Übereinstimmung mit der faschistischen Politik in ihrer brutalsten Form gegeben war.“ Dafür steht exemplarisch die von der Gilde herausgegebene, 1928 in Kiel erschienene Schrift Was ist Niederdeutsch? Beiträge zur Stammeskunde, an der bekannte Vertreter rassistischer und antisemitischer Auffassungen wie Adolf Bartels und Christian Boeck oder der führende nationalsozialistische Rassenideologe Hans F. K. Günther mitwirkten. Brockhaus gehörte dem „Ehrenausschuß“ der Gilde an. Er war an der Organisation der Niederdeutsch-Flämischen Kulturtage 1927 beteiligt.

### Zeit des Nationalsozialismus
Den Übergang von der Weimarer Republik in den Nationalsozialismus vollzog Brockhaus konfliktfrei in wenigen Wochen. Während er als Schriftleiter der Lübeckischen Blätter noch eine Woche nach der nationalsozialistischen Machtübernahme, am 5. Februar 1933, deren Charakter als Diskussionsorgan hervorgehoben hatte, war sein nächster größerer Beitrag bereits eine hymnische Eloge auf Adolf Hitler anlässlich des „Führergeburtstags“ am 20. April 1933. Hier beschrieb er Hitler als „genialen Menschen“, der mit „genialer Sicherheit“ in der „Seele des deutschen Volkes“ lese und ihm den „Glauben ... an sein Recht auf Freiheit und Größe, an seine Aufgabe in der Welt wiedergeschenkt“ habe. In der folgenden Ausgabe begann eine Serie von Abdrucken aus Hitlers Mein Kampf. Eine Woche später wandten sich „Die Niederdeutschen an Adolf Hitler“. Am 25. Juni 1933 erschien ein Beitrag des Komponisten und NSDAP-Mitglieds Hugo Distler „Von der Mission der deutschen evangelischen Kirchenmusik und Lübecks Verpflichtung als Kirchenmusikstadt im besonderen“. Darin wurden gleich zu Beginn „Rassenpflege und gesunde Eugenik“ sowie die „Ausmerzung alles volksfremden und volksfeindlichen Schrifttums“ gefordert.
Im Rückblick des Jahres 2008 steht aus der Sicht der Lübeckischen Blätter der Name Paul Brockhaus für den „Kurswechsel“ der Zeitschrift spätestens im Sommer 1933. „In den folgenden Jahren wurden die Blätter immer strikter auf NS-Kurs getrimmt, besonders im Krieg wurde die schwülstige Propaganda zum Hauptmerkmal der Zeitschrift.“ Der Schriftleiter habe es verstanden, so ein nationalsozialistisches Urteil von 1939, „den früheren Sprechsaal über rein lübeckische Dinge in eine allgemein-kulturelle Wochenschrift deutschen und nationalsozialistischen Gepräges überzuleiten.“
Im August 1933 stellten die Mitglieder des Ausschusses der „Gemeinnützigen“ für die Lübeckischen Blätter und Paul Brockhaus als Schriftleiter ihre Ämter zur Verfügung, um eine umfassende Neubesetzung im Sinne des Regimes zu ermöglichen. Im Anschluss übernahm Brockhaus erneut die Schriftleitung und behielt sie bis 1951. „Die Lübeckischen Blätter wurden unter Brockhaus zum Sprachrohr der nationalsozialistischen Elite bürgerlicher Herkunft.“ Neben Brockhaus prägten die nationalsozialistischen Ideologen Werner Daitz und Hans Wolff das Gesicht der Zeitschrift. Als die Lübeckischen Blätter 1941 wegen kriegsbedingter Papierknappheit eingestellt werden sollten, konnte mit Verweis auf ihre ideologische Bedeutung beim Propagandaministerium ein weiteres Erscheinen bis 1943 erreicht werden.
Auch die Entwicklung des Jahrbuchs Der Wagen, das von 1930 bis 1944 (mit einer Unterbrechung 1934 und 1935) im Franz Westphal Verlag erschien, lässt die Integration in den Nationalsozialismus deutlich werden. Dem Herausgeber Brockhaus stand dort als Redakteur Asmus Jessen zur Seite. Jessen hatte sich schon früh der NSDAP angeschlossen. Die beiden verband über die gemeinsame Arbeit an dieser Publikation hinaus eine Jahrzehnte währende Freundschaft, die auch den Lübecker Maler und Teppichkünstler Erich Klahn mit einschloss, für den Brockhaus ein „lebenslanger Freund und Förderer“ war. Brockhaus förderte nach Kräften Jessen wie Klahn, der für ihn „im besten Sinne des Wortes ein niederdeutscher Künstler“ war. Brockhaus gefiel an Jessens und Klahns Kunst die beiden gemeinsame „Besinnung auf die schöpferischen, art- und heimatgebundenen Kräfte ... unter Abkehr von der internationalen Gesellschaftskunst.“
Auch Antisemitisches kam unter der Regie von Brockhaus in den Wagen. In einem Beitrag über „Dyl Ulenspeegels poetische Sendung“ z. B. stand der „Eulenspiegel“ des Autors Georg Engel, „Berliner Tageblatt-Jude“, bei dem es nur zu einem „Till der Systemzeit“ gereicht habe, dem „Blutzeugen“ einer „höheren Gemeinschaft“ gegenüber. Charles de Costers „Ulenspiegel“, zu dem Klahn einen umfangreichen Zyklus aquarellierter Illustrationen schuf, wurde im Wagen als Vertreter eines „Idealismus der Tat, des Glaubens, der Opferbereitschaft und des großen Herzens“ gelobt. Das sei es, was der Roman „so ursprünglich germanisch und deutsch offenbart“.
Während die „Gleichschaltung“ der Gesellschaft zur Beförderung gemeinnütziger Tätigkeit, ihrer Tochtervereine und Publikationen einen weitgehenden personellen Austausch nach sich zog, der zum einen den Ausschluss der „nichtarischen“ Führungspersönlichkeiten und zum anderen den Einzug von NSDAP-Mitgliedern bewirkte, blieb Brockhaus, der selbst zum 1. Mai 1933 in die NSDAP eintrat (Mitgliedsnummer 2.805.674), auf seinen Posten und erweiterte sie. Er war nun auch als „Pressewart“ der Gesellschaft für den Kontakt mit der Tagespresse zuständig. Brockhaus übernahm 1934–39 die Leitung der neu angelegten Freilichtbühne in den Lübecker Wallanlagen und konnte so sein ehrenamtliches Engagement für das volkstümliche Laienspiel ausweiten.
Brockhaus, der gelegentlich auch dichtete, war ein – so im Rückblick 1961 – „bewährter und verehrter Freund“ des 1936 vom nationalsozialistischen Regierungspräsidenten Johann Heinrich Böhmcker ins Leben gerufenen Eutiner Dichterkreises. Ihm gehörten völkische und nationalsozialistische Autoren an wie Hermann Claudius, Hans Ehrke, Georg von der Vring, Heinrich Eckmann, Gustav Frenssen, Edwin Erich Dwinger, Barthold Blunck oder Hans Friedrich Blunck; seine Aktivitäten waren auf die Bedürfnisse von Partei und Staat hin ausgerichtet.

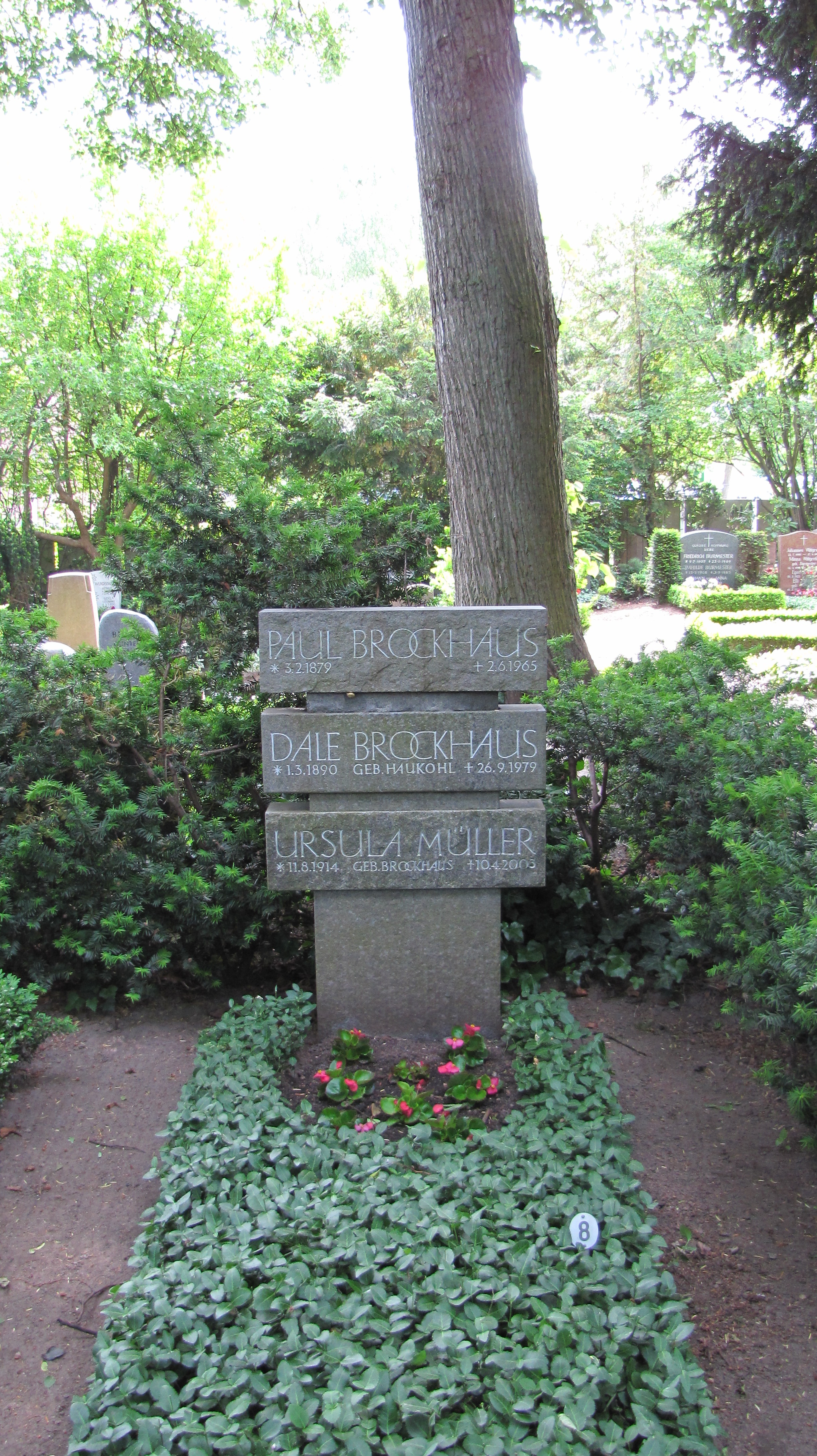
Grab von Paul Brockhaus auf dem Friedhof an der St.-Jürgen-Kapelle, Lübeck

### Nachkriegszeit
Gegen Ende des Krieges wurde Brockhaus als Lehrer wegen Erreichen der Altersgrenze pensioniert. Seine Aktivitäten im Lübecker Kulturleben konnte er nach 1945 nahezu nahtlos fortsetzen, insbesondere als Herausgeber der seit 1949 wieder erscheinenden  Lübeckischen Blätter und des Wagens, der nach dem Urteil seines Nachfolgers Manfred Eickhölter bis zu Brockhaus’ Tod 1965 seinen völkischen Tenor behielt. In einer erneuten ideologischen Anpassung an den Zeitgeist propagierte Brockhaus jetzt eine Rückbesinnung auf das Stadtbürgertum als Grundlage der Demokratie. Ab 1951 baute Brockhaus den Theaterring der „Gemeinnützigen“ mit auf.
Nachdem ihm die „Gemeinnützige“ bereits 1939 ihre silberne Denkmünze verliehen hatte, erhielt er 1951 anlässlich seines Ausscheidens als Schriftleiter der Lübeckischen Blätter auch die goldene Denkmünze der Gesellschaft. Als Redaktionsmitglied arbeitete er weiterhin an den Lübeckischen Blättern mit. 1957 errichtete die „Gemeinnützige“ die Professor-Paul-Brockhaus-Stiftung mit dem Ziel, das Kunsthandwerk in Lübeck zu fördern. Inzwischen wird sie in der Liste der Stiftungen der Gesellschaft nicht mehr geführt.

### Familie
Brockhaus war verheiratet mit Magdalene („Dale“) Haukohl (1890–1979) und hatte mit ihr eine Tochter und drei Söhne.

## Schriften
- Schwänke, Schnurren und Scherze für Leute, die gerne lachen. Stuttgart: Thienemann 1914, 2. Auflage 1922
- Allerlei Schnack. Stuttgart: Thienemann, [1914]
- Von Schelmen und drolligen Käuzen. Stuttgart: Thienemann, [1914]
- Aus der Lübecker Heimat. Frankfurt a. M.: Diesterweg 1914
- Der Wunderbaum. Stuttgart: K. Thienemann 1920
- Vom Essen und Trinken. Stuttgart: Waldorf-Astoria Zigarettenfabrik AG, [um 1926]
- Rätselbüchlein für kleine und grosse Kinder. Lübeck: Rathgens 1948
- Muscheln. Gedichte Lübeck: Antäus-Verl. mit Verl. Rahtgens 1948
- Gruss an die Freunde. Lübeck: [s. n.] 1950
- Das Buch von St. Marien zu Lübeck. Stuttgart: Evang. Verlagswerk [1951]
- Der Totentanz in der Marienkirche zu Lübeck. Wolfshagen-Scharbeutz: Westphal 1951
- Zeichen am Wege. Wolfshagen-Scharbeutz/Lübecker Bucht: Westphal 1953
- Auf dem Abendfeld. [s. l.]: [s. n.] 1956
- Vom Lübecker Dom. Lübeck: Hansisches Verl.-Kontor Scheffler in Komm. 1958
- Der kleine Rätselwagen. Lübeck: Selbstverlag [1958]
- Der Turmhahn. Ein Lübecker Dichterbuch. Lübeck: Schmidt-Römhild 1960